# 赵大成
赵大成（韩语： Cho Daeseong，2002年10月13日—），韩国男子乒乓球运动员，曾获得2022年世界乒乓球团体锦标赛男子团体铜牌，并联同李相秀获得2023年世界乒乓球锦标赛男子双打铜牌。